# Indexnotatie
Een index, meervoud: indices of indexen, is in de wiskunde een symbool dat voorkomt als sub- of superscript ter onderscheiding van verschillende grootheden, exemplaren, enzovoort, die met dezelfde letter worden aangeduid.
In de onderstaande formule zijn {\displaystyle v} en {\displaystyle k} indices, gebruikt als subscript:
{\displaystyle R={\frac {2A_{v}}{Q_{k}}}}
In veel gevallen wordt ook een index als variabele genoteerd, vaak worden daar de variabelen als {\displaystyle n,i} en {\displaystyle k} voor genomen, die een natuurlijk getal als rangnummer of aantal voorstellen. Zo wordt met {\displaystyle a_{n}} het {\displaystyle n}-de element van de rij {\displaystyle a} bedoeld, of meer algemeen als niet noodzakelijk 1 de eerste indexwaarde is: het element met nummer {\displaystyle n}.
De verzameling waar de indices uit worden gekozen wordt de indexverzameling genoemd.

## Voorbeelden
- De verschillende elementen in een rij worden door middel van een index van elkaar onderscheiden.
- Een index kan uit meer dan een teken bestaan, zoals in:

{\displaystyle A_{i,j}={\frac {1}{B_{j,i}}}}
De verschillende plaatsen van de elementen in een matrix worden met behulp van twee indices bepaald.
- De einstein-sommatieconventie wordt ervoor gebruikt om een sommatie verkort weer te geven, maar wordt vooral in de relativiteitstheorie met vier dimensies toegepast. Het inwendige product {\displaystyle \mathbf {u} \cdot \mathbf {v} } wordt op deze manier geschreven als {\displaystyle u_{i}v^{i}}. De index {\displaystyle i} wordt hier dus niet als macht genomen, maar als index.

## Diversen
- Indices worden ook in de taalkunde gebruikt om coreferentie aan te geven.